# Морган, Уильям Уилсон
Уильям Уилсон Морган (англ. William Wilson Morgan, 1906−1994) — американский астроном.

## Биография
Родился в Бетесде (штат Теннесси). В 1923—1926 годах учился в университете в Лексингтоне (штат Виргиния), затем в Чикагском университете, который окончил в 1927 году. В 1927—1974 годах работал в Йеркской обсерватории, в 1947—1974 годах — профессор Чикагского университета, в 1960—1963 годах — директор обсерваторий Йеркской и обсерватории Мак-Дональд, с 1974 года — почетный профессор Чикагского университета.
Основные труды в области звездной спектроскопии и фотометрии звезд. В начале 1930-х годов изучил и описал спектры большого числа звезд класса A, в частности пекулярных A-звезд с усиленными линиями редкоземельных элементов. Разработал совместно с Ф. Кинаном двухмерную спектральную классификацию звезд (система MK), являющуюся основной системой классификации звезд до настоящего времени (она описана в «Атласе звездных спектров», изданном в 1943). Система MK прокалибрована в шкале абсолютных величин звезд. В 1951 году совместно с С. Шарплессом и Д. Остерброком установил существование спиральных ветвей в нашей Галактике. Это открытие было осуществлено путём определения спектральными методами расстояний до горячих звезд, которые возбуждают свечение в облаках ионизованного водорода, концентрирующихся, как показали внегалактические исследования, в спиральных ветвях. Впоследствии спиральные ветви Галактики были также обнаружены радиоастрономическими методами. В 1953 году совместно с X. Л. Джонсоном и Д. Хэррисом создал точную систему звездной фотометрии, определяемую с помощью стандартных звезд,- так называемую систему U, В, V, которая стала международной стандартной фотометрической системой. В 1957 году совместно с Н. У. Мейолом нашел связь между типом галактики и спектром её интегрального света и на этой основе разработал классификацию галактик и метод определения звездного состава галактик по их формам. В 1947—1952 годах — главный редактор журнала Astrophysical Journal.
Член Национальной АН США (1956) и ряда академий наук других стран.
Лауреат медали Брюс Тихоокеанского астрономического общества (1958), Премия Генри Норриса Рассела (1961), Медаль Генри Дрейпера (1980), Медаль Гершеля (1983).
В его честь назван астероид № 3180.